# Mujezerskij
Mujezerskij (ryska: Муезерский, karelska: Mujejärvi, finska: Mujejärvi eller Muujärvi) är en ort i Karelska republiken i Ryssland. Den hade 2 966 invånare år 2015.